# Emilian Sichkin
Emilian Sichkin (* 1954) ist ein US-amerikanischer Komponist.
Der Sohn des russischen Schauspielers Boris Sichkin wurde ab dem dritten Lebensjahr musikalisch ausgebildet. Seine ersten Kompositionen entstanden, als er neun Jahre alt war. Er studierte an der Gnessin-Musikschule und am Moskauer Konservatorium bei Albert Leman.
Später wanderte die Familie in die USA aus und ließ sich in New York nieder. Dort wurde als erste Komposition Sichkins 1986 sein Concerto for Astronauts veröffentlicht, das zwei Jahre in Folge im New Yorker South Street Seaport und im New Yorker Klassiksender WQXR gespielt wurde.
1991 wurde The Winds of Freedom in der Carnegie Hall aufgeführt und mit standing ovations gefeiert. Zwischen 1991 und 1993 entstand die sinfonische Tragödie Romeo and Juliet, zu der erste Entwürfe schon während seiner Ausbildung an der Gnessin-Musikschule entstanden.
Weiterhin komponierte Sichkin u. a. das Ballett Demon nach einem Gedicht von Michail Lermontow, die Oper Iago nach Shakespeares Othello und die Pop-Suite The Snow Queen nach dem Märchen von Andersen.
| Personendaten    | Personendaten               |
| ---------------- | --------------------------- |
| NAME             | Sichkin, Emilian            |
| KURZBESCHREIBUNG | US-amerikanischer Komponist |
| GEBURTSDATUM     | 1954                        |